# 都市再生緊急整備地域
都市再生緊急整備地域（としさいせいきんきゅうせいびちいき）は都市再生特別措置法第2条第3項の規定に基づき、「都市の再生の拠点として、都市開発事業等を通じて緊急かつ重点的に市街地の整備を推進すべき地域」として政令で指定された地域で、都市開発事業などにより緊急かつ重点的に市街地整備を推進し都市再生の拠点となるべき地域のことである。その中でも、都市の国際競争力強化の観点から特に重要な地域については、同法第2条第5項の規定に基づき特定都市再生緊急整備地域として指定されている。

## 概要
アジア地域の台頭などにより都市の国際競争が激化する中で、日本においても海外から企業や人材が集まる魅力的な都市拠点を形成すべく、国全体の成長を牽引することが可能な大都市の市街地整備を官民の連携により重点的に推進する上で、全国各地の候補地域が選定されている。
2002年（平成14年）6月1日に施行された都市再生特別措置法により都市再生の拠点として「都市再生緊急整備地域」が選定され、さらに2011年（平成23年）7月25日には都市再生特別措置法が改正（平成23年法律第24号）となり、前述の地域の中から国際競争力を強化する上で特に重要な地域として「特定都市再生緊急整備地域」が選定された。
これらの地域のうち、既存の規制の一部を適用除外とし自由度の高い計画の制定（高度利用）を可能とした区域として、各市区町村の都市計画により都市再生特別地区が定められている。

## 地域選定による特別措置等
都市再生緊急整備地域に選定された地域では、以下の措置を受けることができる。
- 都市計画等の特例として、土地利用における規制の緩和や事業許可等における手続期間の短縮
- 民間都市再生事業での国土交通大臣の認定による特別な金融支援および税制措置（民間都市再生事業計画認定制度）

（認定のための申請期限は都市再生特別措置法附則第3条により、2027年（令和9年）3月31日までと定められている）
また、特定都市再生緊急整備地域に選定された地域では上述の措置に加えて、以下の追加措置を受けることができる。
- 下水の未利用エネルギーにおける民間利用や道路の上空利用に関する規制の緩和
- 民間都市再生事業計画における国土交通大臣認定の迅速化
- 民間都市開発プロジェクトでの許認可等の手続きおよび実施に必要な都市計画決定の迅速化
- 更なる税制支援等による民間都市開発を対象とした支援
- 都市拠点におけるインフラの整備を対象とした予算支援

（インフラの整備を重点的に行うために「国際競争拠点都市整備事業」が創設されている）

## 選定地域一覧
都市再生緊急整備地域及び特定都市再生緊急整備地域を定める政令により、2023年（令和5年）9月1日時点で以下の52地域が都市再生緊急整備地域に指定されている。このうち、特定都市再生緊急整備地域に指定されているのは15地域である。※以下の一覧のうち、太文字表記（特定）は特定都市再生緊急整備地域

### 北海道・東北地方
北海道
- 札幌都心地域（特定）（※札幌駅・大通駅周辺や札幌北4条東6丁目周辺地域を含む）[7]

宮城県
- 仙台都心地域（特定）

### 関東地方
東京都
- 東京都心・臨海地域（特定）（※東京駅・有楽町駅周辺（大丸有・日本橋・銀座地域等）や環状二号線新橋・赤坂・六本木、東京臨海地域を含む）[11]
- 新宿駅周辺地域（特定）[11]
- 渋谷駅周辺地域（特定）[11]
- 池袋駅周辺地域（特定）
- 品川駅・田町駅周辺地域（特定）[11]
- 大崎駅周辺地域[12]
- 秋葉原・神田地域

神奈川県
- 横浜都心・臨海地域（特定）（※横浜駅周辺や横浜みなとみらい、関内・関外、山下ふ頭地域を含む）[13][14]
- 横浜上大岡駅西地域[13]
- 羽田空港南・川崎殿町・大師河原地域（特定）[注 2][15][16]
- 浜川崎駅周辺地域[16]
- 川崎駅周辺地域[17]
- 相模原橋本駅周辺・相模原駅周辺地域[注 3]
- 本厚木駅周辺地域[18]

埼玉県
- さいたま新都心駅周辺地域
- 大宮駅周辺地域
- 川口駅周辺地域[19]

千葉県
- 千葉駅周辺地域[20]
- 柏駅周辺地域[21]
- 松戸駅周辺地域

### 中部地方

#### 静岡県
- 沼津駅周辺地域（令和6年12月12日追加）

新潟県
- 新潟都心地域

愛知県
- 名古屋駅周辺・伏見・栄地域（特定）
- 名古屋臨海地域
- 中部国際空港東・常滑りんくう地域

岐阜県
- 岐阜駅北・柳ヶ瀬通周辺地域[22][23]

福井県
- 福井駅周辺地域

### 近畿地方
京都府
- 京都駅周辺・京都南部油小路通沿道地域[24]
- 京都市三条駅周辺地域[24]

大阪府
- 大阪駅周辺・中之島・御堂筋周辺地域（特定）[26]
- 大阪コスモスクエア駅周辺地域（特定）[26]
- 大阪城公園周辺地域[26]
- 難波・湊町地域[26]
- 新大阪駅周辺地域
- 阿倍野地域[26]
- 堺東駅西地域[27]
- 千里中央駅周辺地域
- 高槻駅周辺地域
- 枚方市駅地域

兵庫県
- 神戸都心・臨海地域（特定）[28]
- 神戸ポートアイランド西地域[28]

### 中国・四国地方
岡山県
- 岡山駅周辺・表町地域[29]

広島県
- 広島都心地域（特定）（※広島駅周辺や広島紙屋町・八丁堀地域を含む）[30]
- 福山駅南地域[31]

香川県
- 高松駅周辺・丸亀町地域[32]

### 九州地方・沖縄
福岡県
- 福岡都心地域（特定）（※博多駅周辺や福岡天神・渡辺通地域を含む）[33]
- 福岡箱崎地域
- 福岡香椎・臨海東地域[34]
- 小倉駅周辺地域

長崎県
- 長崎中央地域

沖縄県
- 那覇旭橋駅東地域[35][36]

### 候補地域
- （仮称）金沢駅東都心軸地域（石川県金沢市）[37][38]
- （仮称）松山駅東地域（愛媛県松山市）[39][40]

### 指定されていたが解除されたもの
宮城県
- 仙台長町駅東地域 - 2017年8月解除

東京都
- 環状四号線新宿富久沿道地域[41] - 2017年8月解除

神奈川県
- 横浜山内ふ頭地域[13] - 2020年9月解除
- 戸塚駅周辺地域[13] - 2017年8月解除
- 辻堂駅周辺地域 - 2017年8月解除

千葉県
- 千葉蘇我臨海地域[20] - 2020年1月解除
- 千葉みなと駅西地域[20] - 2020年1月解除

静岡県
- 東静岡駅周辺地域[42] - 2017年8月解除
- 浜松駅周辺地域[43] - 2021年9月解除

愛知県
- 名古屋千種・鶴舞地域 - 2017年8月解除

京都府
- 京都久世高田・向日寺戸地域[24] - 2016年11月解除
- 長岡京駅周辺地域 - 2017年8月解除

大阪府
- 守口大日地域 - 2021年9月解除
- 寝屋川萱島駅東地域 - 2021年9月解除
- 寝屋川市駅東地域 - 2016年11月解除
- 堺鳳駅南地域[27]- 2020年1月解除
- 堺臨海地域[27]- 2020年1月解除

兵庫県
- 尼崎臨海西地域[44] - 2016年11月解除
- 西日本旅客鉄道尼崎駅北地域[45] - 2016年11月解除

福岡県
- 北九州黒崎駅南地域[46] - 2017年8月解除